# 三所駅 (茨城県)
三所駅（さんじょえき）は、かつて茨城県真壁郡関城町（廃止時。現・筑西市）にあった常総筑波鉄道鬼怒川線の駅（廃駅）である。

## 歴史
鬼怒川線は当初鬼怒川の砂利運搬を目的として建設され、当駅の営業時には鬼怒川河畔まで鬼怒川砂利合資会社（現・常総産業）の専用線があった。

### 年表
- 1923年（大正12年）8月1日：鬼怒川砂利専用線開通（大田郷 - 鬼怒川河畔間）[1]。
- 1927年（昭和2年）
  - 6月4日：常総鉄道が大田郷 - 当駅間を買収[1]。
  - 7月1日：常総鉄道鬼怒川線開業。大田郷 - 当駅間の旅客営業開始[1]。
- 1945年（昭和20年）3月20日：常総筑波鉄道鬼怒川線の駅となる[2]。
- 1957年（昭和32年）8月1日：常総関本 - 当駅間の路線廃止に伴い廃止[2]。

## 隣の駅
常総筑波鉄道
鬼怒川線
常総関本駅 - 三所駅
鬼怒川砂利
専用線
三所駅 - （鬼怒川河畔）